# Micromus perelegans
Micromus perelegans är en insektsart som beskrevs av Bo Tjeder 1936. Micromus perelegans ingår i släktet Micromus och familjen florsländor. Inga underarter finns listade i Catalogue of Life.